# Ngodwana Dam
Der Ngodwana Dam liegt im südafrikanischen Mpumalanga, südlich von Ngodwana. Die Talsperre wurde 1982 fertiggestellt und dient hauptsächlich der Versorgung von Gemeinden sowie industriellen Zwecken. Mit einer Gesamtkapazität von 10,4 Millionen Kubikmetern Wasser und einer Fläche von 87 Hektar ist der Stausee ein wichtiger Bestandteil der regionalen Wasserinfrastruktur.

## Lage und Merkmale
Der Ngodwana Dam liegt auf dem Ngodwana River und hat eine Höhe von 44 Metern sowie eine Länge von 450 Metern. Die Talsperre hat eine Gefahrenpotenzialstufe von 3. Betrieben wird der Ngodwana Dam vom Department of Water Affairs and Forestry.

## Wasserversorgung
Der Ngodwana Dam ist eine bedeutende Wasserquelle für die umliegenden Gemeinden und die Industrie. Das Wasser der Talsperre wird unter anderem für die Produktion von Papier und Zellstoff genutzt, welche wichtige Wirtschaftszweige in der Region darstellen. Auch die Bewässerung von landwirtschaftlichen Flächen wird durch das Wasser des Stausees ermöglicht.
Die Bedeutung des Dammes für die Region wird durch seine Größe und den Einzugsbereich von 229 Quadratkilometern verdeutlicht. Der Ngodwana Dam ist Teil der regionalen Wasserinfrastruktur und trägt maßgeblich zur Wasserversorgung bei.